# Séran de La Tour
L'abbé Séran de la Tour (vers 1700 - vers 1770) est un critique et historien français du XVIIIe siècle.
Issu d'une ancienne famille normande possessionnée à Andrieu et à Saint-Pierre-Canivet (château de la Tour), on ne sait rien de sa vie.
Il a publié anonymement la plupart de ses ouvrages. On a de lui :
- Histoire de Scipion l'Africain, pour servir de suite aux Hommes illustres de Plutarque, avec les observations du chevalier de Folard sur la bataille de Zama, Paris, 1732,
- Histoire d'Épaminondas, Paris, 1739,
- Histoire de Philippe, roi de Macédoine, père d'Alexandre, Paris, 1740,
- Les Amusements de la raison, 1747 et 1748, 2 volumes,
- Mysis et Glaucé, poème en 3 chants traduit du grec, poème, Genève (Paris), 1748,
- Histoire de Catilina, Amsterdam (Paris), 1749,
- Histoire de Mouley-Mahamet fils de Mouley-Ismael, roi de Maroc, Genève (Paris), 1749,
- Parallèle de la conduite des Carthaginois à l'égard des Romains dans la seconde guerre punique, avec la conduite de l'Angleterre à l'égard de la France dans la guerre déclarée par ces deux puissances en 1756, Paris, 1757,
- L'Art de sentir et de juger en matière de goût, Paris, 1762 ; réimprimé à Strasbourg, 1790,
- Histoire du tribunat de Rome, depuis sa création jusqu'à la réunion de sa puissance à celle de l'empereur Auguste, Amsterdam (Paris), 1774, 2 volumes.